# NBA Live 95
NBA Live 95 est un jeu vidéo de basket-ball sorti en 1994 et fonctionne sur  Super Nintendo, Mega Drive et PC. Le jeu a été développé par EA Sports, puis édité par Electronic Arts. C'est la première édition de la série NBA Live.